# 바이넥스
바이넥스(Binex)는 바이오의약품의 위탁생산 및 연구개발 위탁 사업 및 제약 사업을 영위하는 코스닥 상장 기업이다. 1957년 순천당 제약사로 설립되어 2001년 코스닥시장에 상장되었다.
자체 제조 시설과 기술로 원재료를 생산할 수 있는 기업이며, 특히 주력제품인 비스칸엔의 원료 바실루스폴리퍼멘티쿠스균을 직접 생산하여 가격 경쟁에서 우위를 지닌 기업이다. 매출구성은 위탁생산 26%, 점안제 17%, 소화정장생균제 10%, 소염진통제 8% 등으로 이루어진다.

## 삼성 바이오 관련주
2015년 7월에는 삼성그룹 계열인 삼성바이오로직스에서 바이오시밀러 등 바이오 관련 사업에 적극적으로 투자할 것이라는 소식이 전해지며 수혜 기대감에 크게 상승한 일이 있다. 이때 삼성바이오로직스와 연관되어 사업을 하는 업체인 서린바이오, 영인프런티어도 동반으로 상승하여, 이들은 삼성 바이오 관련 테마주를 형성하게 되었다.

## 같이 보기
- 바이오시밀러
- 삼성바이오로직스
- 테마주